# Agregaciones municipales de Barcelona

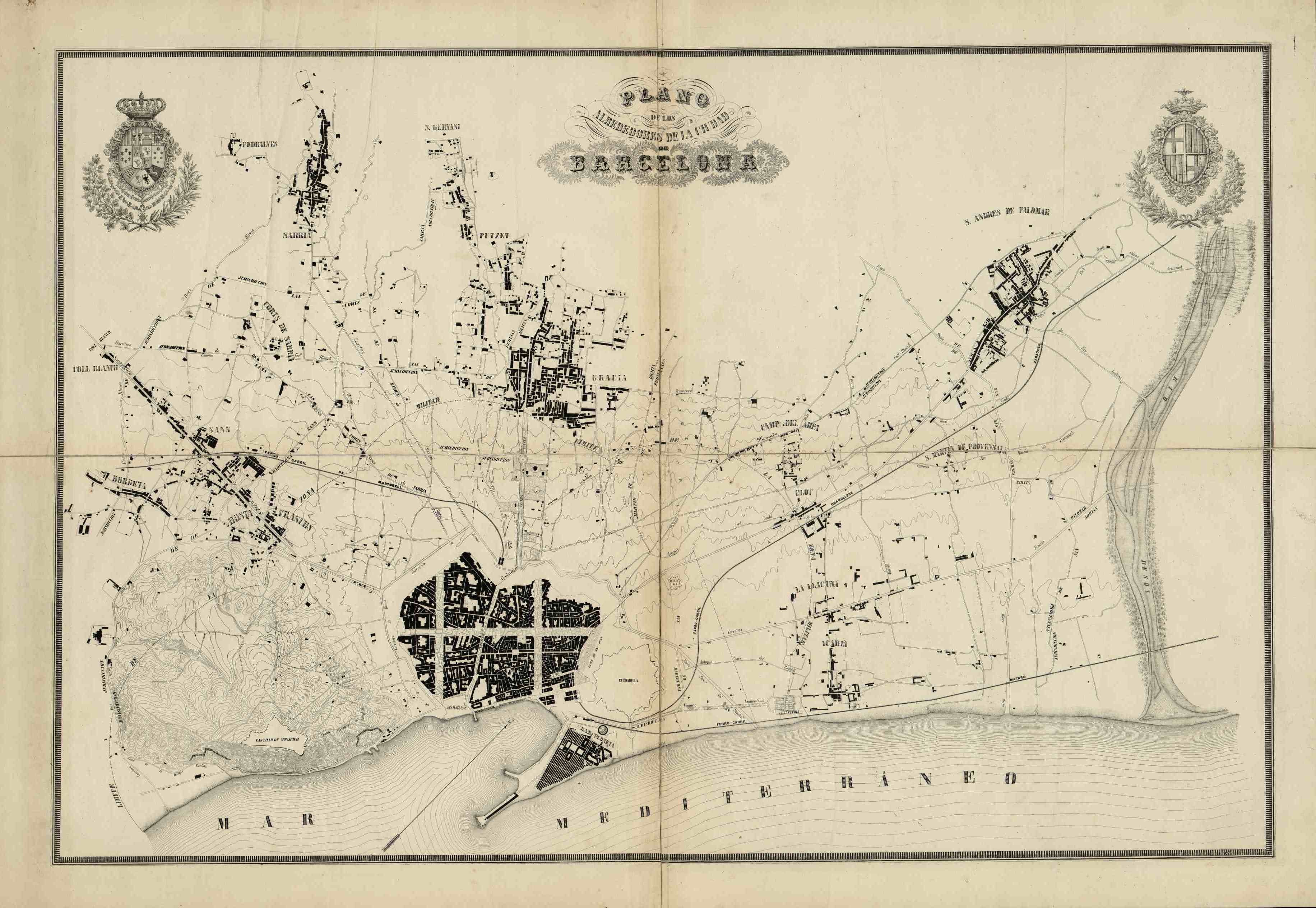
Plano de Barcelona y sus alrededores (1855), de Ildefonso Cerdá.

Las agregaciones municipales de Barcelona fueron un conjunto de anexiones de poblaciones limítrofes con la ciudad de Barcelona, efectuadas entre los siglos xix y xx. Durante este proceso, la Ciudad Condal efectuó diversas agregaciones totales o parciales de municipios y territorios situados en el llano de Barcelona, entre las que destacan las de ocho poblaciones de su entorno: en 1897, Santa María de Sants, Les Corts, San Gervasio de Cassolas, Gracia, San Andrés de Palomar y San Martín de Provensals; en 1904, Horta; y en 1921 Sarriá.

## Historia

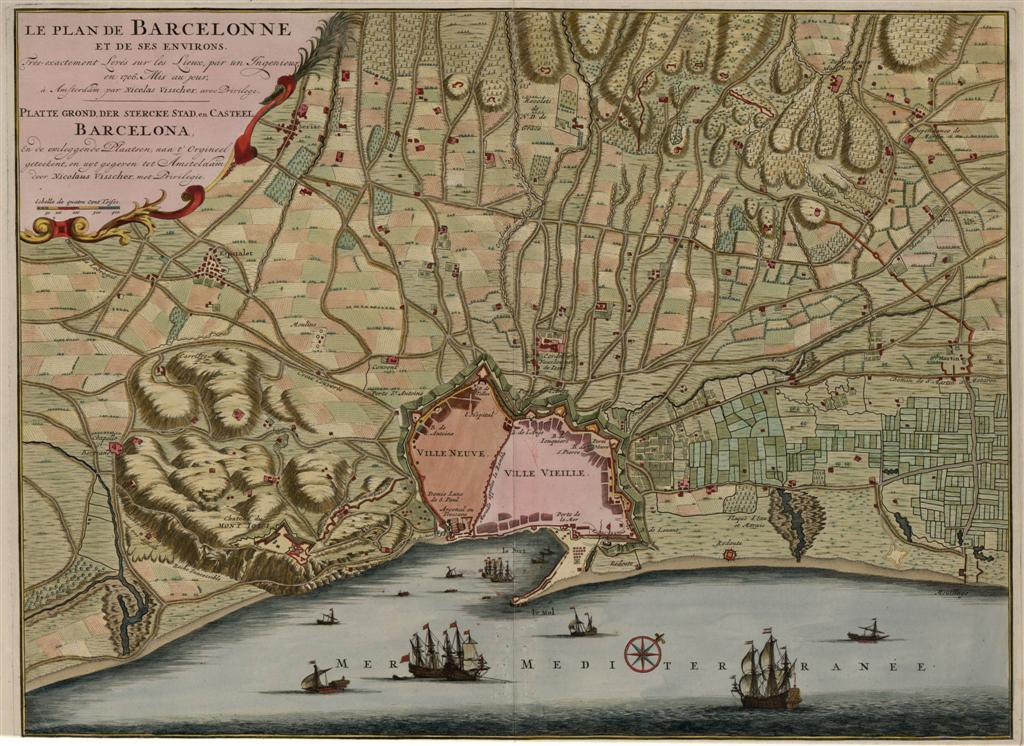
Plano de Barcelona en 1706, de Nicolaes Visscher.

Barcelona se encuentra en el Levante español, en la costa mediterránea, situada en una llanura de unos 11 km de largo y 6 de ancho, limitada en sus costados por el mar y por la sierra de Collserola, así como por los deltas de los ríos Besós y Llobregat.
La ciudad fue fundada por colonizadores romanos en el siglo I a. C. con el nombre de Barcino, asentada sobre el monte Táber, una pequeña colina situada en el emplazamiento de la actual plaza de San Jaime.
En la Edad Media, el recinto de la ciudad fue creciendo desde el primitivo centro urbano —lo que hoy día es el Barrio Gótico—, y surgieron a su alrededor diversos núcleos de población (vila nova), como los barrios del Mar, Sant Cugat, Sant Pere, el Pi, Santa Ana, Arcs y Mercadal. Ya en el siglo XIV surgió el barrio de El Raval. Todo este perímetro estaba amurallado, hecho que imposibilitó la expansión de la ciudad extramuros. La ciudad medieval, correspondiente al actual distrito de Ciutat Vella, permaneció prácticamente inalterada hasta el siglo XIX, con la única excepción de la construcción en 1753 del barrio de la Barceloneta, situado en una pequeña península de terrenos ganados al mar.

Plano de Barcelona y sus alrededores en 1890, Josep Maria Serra i Pujalt. Se pueden apreciar alrededor del núcleo antiguo los municipios que fueron agregados entre finales del y principios del.

Cabe remarcar que aunque el núcleo urbano de Barcelona estaba constreñido al espacio intramuros, su ámbito territorial era más extenso, especialmente desde la creación del Consejo de Ciento (1265), una administración municipal que tenía jurisdicción desde Moncada hasta Molins de Rey, y desde Castelldefels hasta Montgat. Fuera de los muros de la ciudad el llano de Barcelona estaba dedicado a la agricultura, especialmente dedicada a abastecer a la población urbana; era el conocido como hort i vinyet de Barcelona («huerto y viñedo»), que producía fruta, verdura y vino, en un área comprendida entre las rieras de Horta y Sants, y entre la sierra de Collserola, el Puig Aguilar y el Coll de Codines hasta el mar.
Fue también en la Edad Media —a partir del siglo X— cuando surgieron diversos núcleos de población en el extrarradio de la ciudad, que darían origen a los posteriores municipios agregados. La mayoría surgieron alrededor de iglesias o ermitas, como San Andrés de Palomar, San Juan de Horta, Santa María de Sants, San Vicente de Sarriá, San Gervasio de Cassolas y San Martín de Provensals. Gracia surgió ya en el siglo XVII, a partir del convento e iglesia de Nuestra Señora de Gracia y San José, fundado por los carmelitas descalzos en el centro del llano de Barcelona, en la actual plaza de Lesseps. El último de los municipios en surgir fue Les Corts, segregado de Sarriá en 1836, después de varios siglos formando una cuadra civil autónoma.
En el siglo XVIII, tras la derrota catalana en la guerra de sucesión española, el decreto de Nueva Planta promulgado por Felipe V eliminó el Consejo de Ciento y el ámbito territorial de la ciudad. La nueva división territorial se hizo conforme a las jurisdicciones parroquiales, con lo cual las diversas entidades del llano pasaron a ser municipios independientes, hecho que se consumó con la nueva organización administrativa local basada en ayuntamientos aprobada con la Constitución de Cádiz de 1812. Tras el cambio jurisdiccional, Barcelona quedó reducida a su casco viejo, además de Montjuïc, el Pueblo Seco y la mayoría del territorio del posterior Ensanche, que en aquella época era descampado. Un caso aparte fue el de Gracia, que siguió vinculada a la Ciudad Condal hasta que pudo segregarse, primero en un período de tiempo comprendido entre 1820 y 1824, y definitivamente desde 1850.
Por otro lado, durante los siglos XVIII y XIX la población barcelonesa fue creciendo constantemente (de 34 000 habitantes a principios del siglo XVIII a 160 000 a mediados del XIX), lo que comportó un aumento de la densidad poblacional alarmante (850 habitantes por hectárea), poniendo en riesgo la salubridad de la ciudadanía. Sin embargo, debido a su condición de plaza fuerte militar, el gobierno central se oponía al derribo de las murallas. Comenzó entonces un fuerte clamor popular, liderado por Pedro Felipe Monlau, quien en 1841 publicó la memoria ¡Abajo las murallas!, en la que defendía su destrucción para evitar enfermedades y epidemias. Por fin, en 1854 se dio el permiso para su derribo, con lo que se dio la vía de salida para la expansión territorial de la ciudad, que se plasmó en el proyecto de Ensanche elaborado por Ildefonso Cerdá, que supuso la mayor ampliación territorial de Barcelona hasta la agregación de municipios.

### Anexión de los municipios colindantes

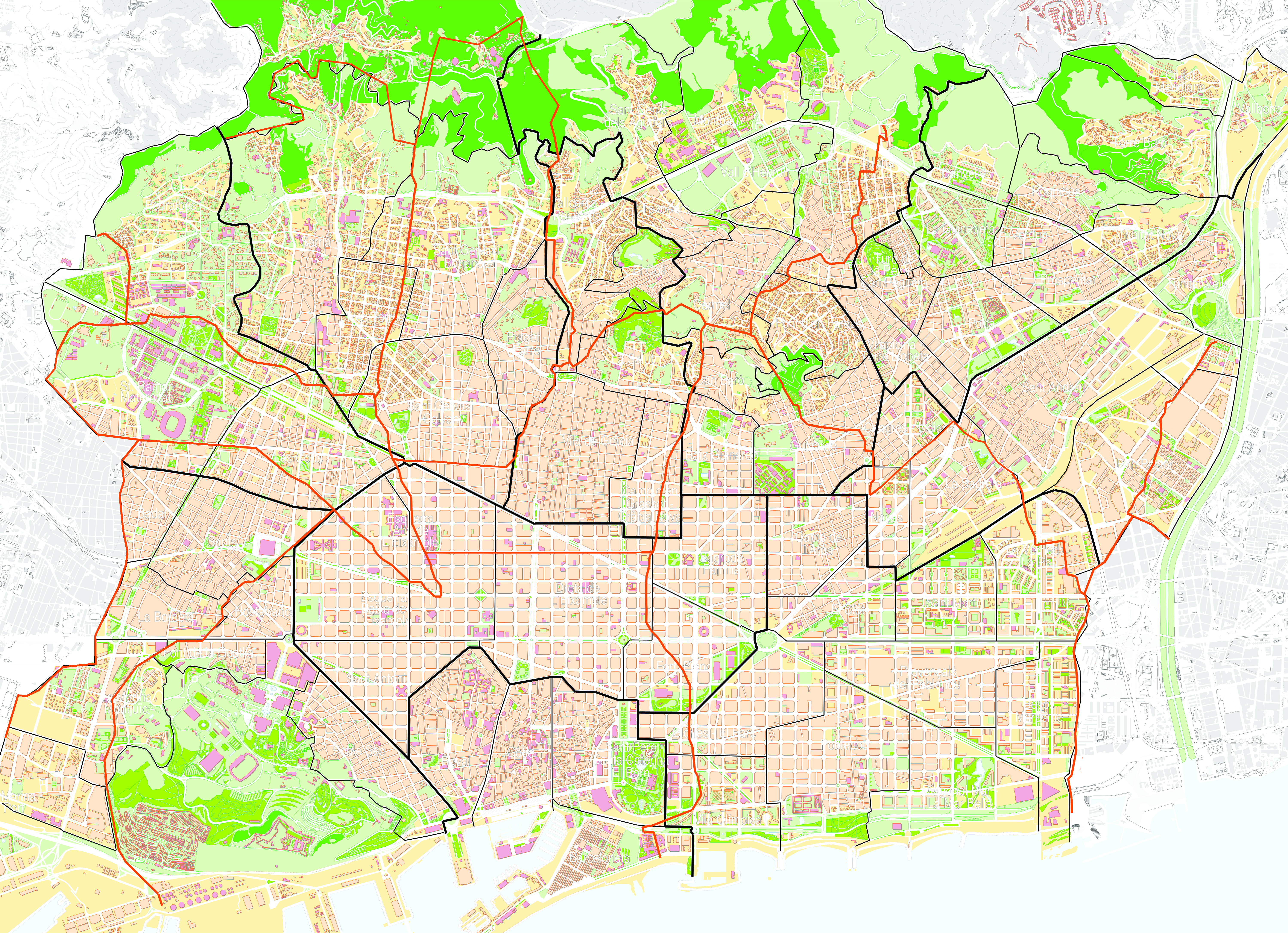
Límites de los antiguos municipios (1897) comparados con la actual división en distritos y barrios.

Durante el siglo XIX se produjeron las primeras agregaciones de partes de los municipios colindantes: en 1836 el barrio de Hostafrancs, perteneciente a Sants; en 1848, unos terrenos de San Martín de Provensals donde se encontraba el cementerio de Pueblo Nuevo. En 1872 se incorporaron algunos terrenos de Gracia, ya que la organización del Ensanche aconsejó variar la demarcación territorial para evitar sinuosidades, estableciéndose una nueva frontera en la calle de Provenza. En 1889 Barcelona se anexionó unos terrenos más de Gracia, en la ubicación prevista para la construcción del Hospital Clínico y Provincial. Por último, en 1893 se anexionó la zona de Fort Pius, perteneciente a San Martín de Provensals, con vistas a construir el colector de Bogatell. Por otro lado, en 1890 Sarriá se anexionó Vallvidrera, con lo que esta acabó más tarde perteneciendo a Barcelona con la agregación del término sarriense.
Estas agregaciones parciales estuvieron motivadas por razones estructurales, pero a partir del derribo de las murallas y el inicio del Ensanche el Ayuntamiento de Barcelona empezó a valorar la agregación total de los municipios de su entorno, con el fin de controlar en mejor medida la planificación urbanística de la expansión territorial que estaba iniciando. Otro factor clave fue el proceso desindustrializador sufrido por la ciudad durante la primera mitad del siglo XIX, en que la mayor parte de las fábricas se trasladaron a Sants, San Andrés o San Martín. Ello comportó la pérdida de una buena cantidad de impuestos que pagaban estas fábricas, que el consistorio barcelonés quería recuperar. El primer intento se hizo en 1883, por iniciativa de algunos propietarios e industriales de Sants, que aprobaron la anexión a Barcelona en una sesión del ayuntamiento santsense el 9 de abril de aquel año; sin embargo, la oposición vecinal les obligó a dar marcha atrás, y el 12 de julio se anuló la anexión.
Desde entonces, el Ayuntamiento de Barcelona tomó la iniciativa para agregar los municipios incluso contra su voluntad, lo que provocó una fuerte resistencia en estos, que se aglutinó en una Junta Antiagregacionista de las Poblaciones del Llano. Ya en 1881 la presión de Horta, San Andrés y San Martín en contra de la construcción de un nuevo cementerio en sus terrenos provocó que este finalmente se instalase en Montjuïc. Desde entonces, abundaron las protestas y manifestaciones contra las agregaciones, la más multitudinaria de las cuales se produjo el 7 de abril de 1889, en que unas 40 000 personas se manifestaron frente al Gobierno Civil.
Sin embargo, el proceso fue imparable, y por un real decreto de 20 de abril de 1897 Barcelona se anexionó seis de las poblaciones limítrofes: Sants, les Corts, San Gervasio de Cassolas, Gracia, San Andrés de Palomar y San Martín de Provensals. 14 concejales de estos municipios pasaron al ayuntamiento barcelonés, que ya tenía 35. San Andrés interpuso un recurso contencioso administrativo, que no prosperó, ya que fue desestimado tres años después.
Por otro real decreto de 9 de julio de 1903 fue anexionado Horta, anexión que se hizo efectiva el 1 de enero de 1904. Posteriormente, el 4 de noviembre de 1921 se acordó la anexión de Sarriá. Las últimas anexiones fueron parciales: en 1920, la Marina de Hospitalet, donde se hizo la Zona Franca; en 1922 el enclave de Santa Cruz de Olorde, un pequeño terreno de Collserola segregado de Molins de Rey; en 1933 se desgajó de Hospitalet de Llobregat el barrio de Collblanc; y, en 1945, los barrios de Barón de Viver y El Buen Pastor, segregados de Santa Coloma de Gramanet.
Con estas agregaciones la ciudad pasó de 15,5 km² a 77,8 km², y de una población de 383 908 habitantes a 559 589.

### Plan de enlaces

Los actuales distritos de Barcelona.

La anexión de los nuevos municipios planteó la necesidad de un plan de enlaces de la ciudad, que salió a concurso público en 1903 (Concurso Internacional sobre anteproyectos de enlaces de la Zona de Ensanche de Barcelona y los pueblos agregados entre sí y con el resto del término municipal de Sarrià y Horta), en el que resultó ganador el urbanista francés Léon Jaussely. Se buscaba la integración de los nuevos municipios agregados con Barcelona y entre estos, con un predominio de los aspectos organizativos por sobre los expansivos. El Plan Jaussely se basaba en un esquema estructural, con un trato diferenciado de los diversos tejidos urbanos, lo que recuerda los trazados tipo Beaux-Arts de boga en los ambientes internacionales de la época. Su propuesta se basaba principalmente en tres criterios: un esquema viario de ejes principales (cinco radiales y dos anillos de circunvalación), la zonificación de actividades y la sistematización de los espacios verdes. El proyecto preveía grandes infraestructuras viarias (bulevares, grandes plazas, paseos de ronda, diagonales, paseos marítimos), parques y jardines, enlaces ferroviarios —con las líneas interiores soterradas—, edificios públicos y colectivos en los puntos centrales de las trazas viarias, equipamientos y áreas de servicios. El proyecto se realizó tan solo parcialmente, y en 1917 se reformuló con el llamado Plan Romeu-Porcel; sin embargo, lo innovador de sus ideas dejó una profunda huella e inspiró el urbanismo barcelonés durante gran parte del siglo.

### Los actuales distritos
La actual división administrativa de la ciudad, efectuada en 1984, se basa en buena medida en los antiguos municipios. La división se estableció en diez distritos, establecidos buscando el máximo respeto a su identidad histórica y morfológica, pero procurando también una delimitación práctica y funcional, que garantizase a los vecinos una amplia cobertura asistencial. En general, se procuró respetar las antiguas demarcaciones procedentes de la ciudad antigua, su ensanche y los municipios agregados, aunque algunas zonas variaron respecto a su pertenencia histórica: Pedralbes, anteriormente perteneciente a Sarriá, pasó a les Corts; El Coll y Vallcarca y los Penitentes, antes de Horta, se incorporaron a Gracia; el Guinardó y Can Baró, originarios de San Martín, fueron agregados a Horta; la Font d'en Fargas, de San Andrés, también pasó a Horta; La Sagrera y Navas pasaron de San Martín a San Andrés; la Sagrada Familia y parte del Fort Pienc pasaron de San Martín al Ensanche; y el nuevo distrito de Nou Barris fue segregado de San Andrés.